# Jardins de Sant Pau del Camp
Els jardins de Sant Pau del Camp són un espai públic d'una hectàrea al voltant del monestir que porta el mateix nom, entre els carrers de Sant Pau i de les Tàpies, al barri del Raval de Barcelona.

## Història i descripció
Es van inaugurar l'any 1992, en un espai antigament ocupat per habitatges i diverses fàbriques, entre les quals destaca la fàbrica Santaló, la xemeneia de la qual es conserva com a testimoni del passat industrial de la zona.
El jardí està format per uns amplis parterres de gespa que formen un petit turó artificial per tal de salvar el desnivell ocasionat per un aparcament subterrani. Circumval·len el monestir romànic i el disnivell del petit turó permet que el monument es pugui contemplar des del capdamunt de l'elevació que corona l'espai. Entre els parterres hi ha camins semicirculars excavats entre murs de mitja alçària amb pedrissos dissenyats per a l'estada i gaudi.
Els arbres que dominen l'espai són les moreres (Morus alba), les tipuanes (Tipuana tipu) i els pollancres (Populus alba). El turó culmina en una placeta flanquejada per tipuanes. Just a nivell de carrer, al costat del monestir hi ha esplanada de sauló protegida per arbres d'ombra. Al costat d'aquesta esplanada podem trobar diferents àrees recreatives que alberga els jardins: una pista de botxes, una àrea de jocs infantils i uns horts urbans. L'espai és tancat per un mur cobert de buganvílies.